# Thorsten Flinck
Thorsten Flinck (Solna, 17 de abril de 1961) é um músico, ator, compositor e cineasta sueco.

## Discografia
- 1979 - På lörda' é re fest hos Catrin (EP), com a banda Rockvindar
- 1980 - Första gången, com a banda Rockvindar
- 1979 - Lys upp mitt mörker (EP), com a banda Rockvindar
- 2005 - Vildvuxna rosor

## Filmografia
- 2005 - Sökarna 2
- 2004 - Ett hål i mitt hjärta
- 2004 - Zombie Psycho Sthlm
- 1995 - Sommaren
- 1993 - Sökarna
- 1992 - Nordexpressen (série TV)
- 1990 - Goltuppen (série TV)
- 1988 - Kråsnålen (série TV)
- 1988 - Strul
- 1986 - Grötbögen
- 1986 - Hassel - Anmäld försvunnen
- 1984 - Två solkiga blondiner